# Протипожежне кільце
Протипожежне кільце — це конструкція чи пристрій, що використовується для стримування багаття та запобігання їх поширенню та перетворенню на пожежу.
Протипожежне кільце призначене для стримування вогню, яке будується безпосередньо на землі, наприклад, біля багаття. Протипожежне кільця не мають заглиблення, це просто кола, виготовлені з кованого металу, каміння, бетону тощо, які оточують і стримують вогонь. Фабричні сталеві протипожежні кільця випускаються різних розмірів, щоб задовольнити кожну потребу.
Коли вогнище має бути збудоване десь у дворі, замість цього краще використовувати вогняну яму чи камін на відкритому повітрі. Вони розроблені так, щоб стримувати і вогнище і полум'я від нього.
Протипожежне кільце може бути нічим більшим, як коротким широким відрізком металевої трубки, частково закопаної у землю. Пожежні кільця в міських районах, наприклад на пляжах, можуть бути виготовлені з бетону. Тимчасові протипожежні кільця можуть бути побудовані з каменів, де попередньо побудовані кільця відсутні, але слід бути обережним, оскільки деякі камені можуть вибухнути при нагріванні через газ, що міститься в них, теплового розширення або води, що спалахує в пар.

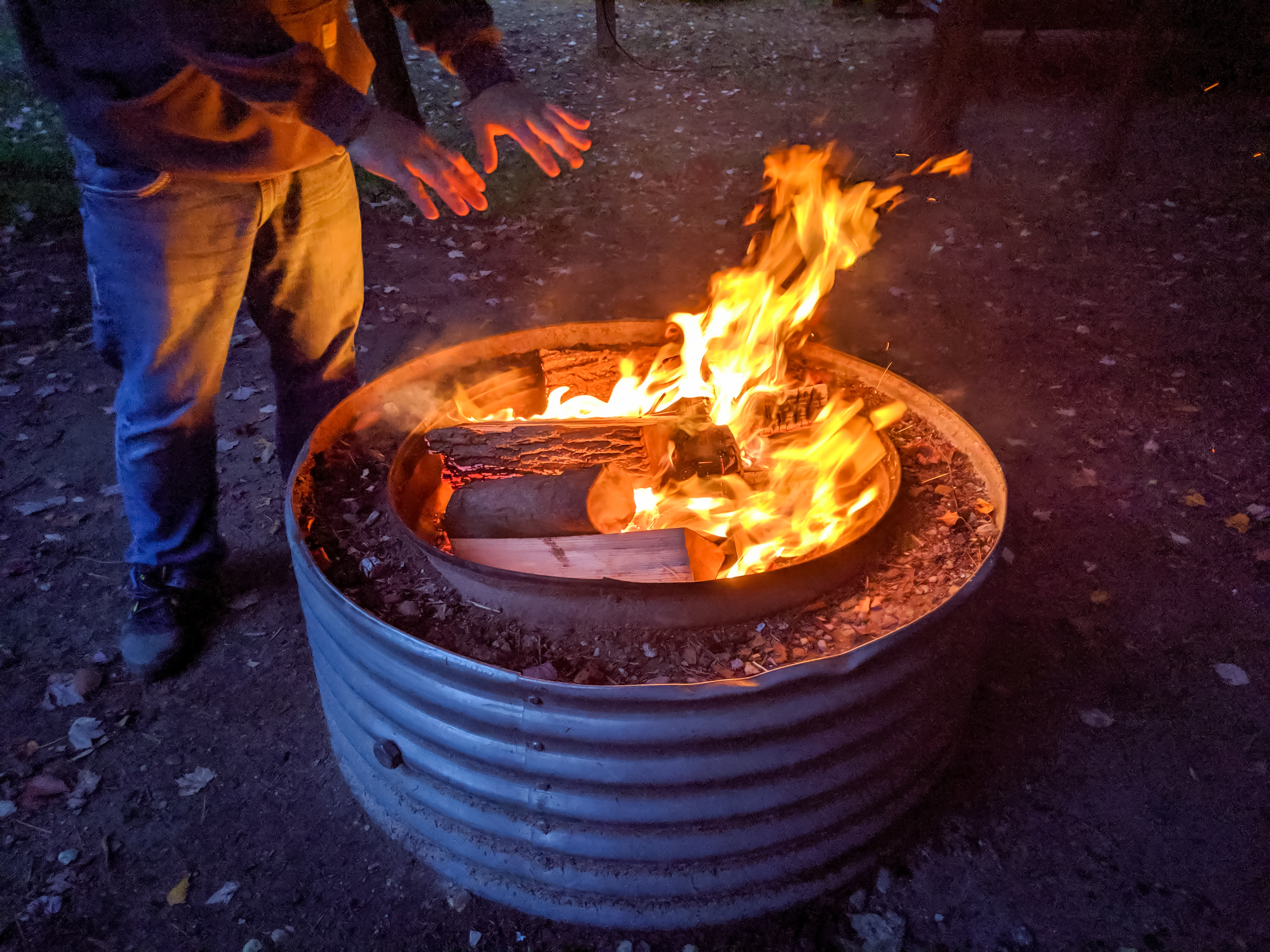
Багаття в металевому протипожежному кільці